# トゥアン・アイン
トゥアン・アイン（Tuan Anh）は南ベトナムのサイゴン生まれのベトナム系アメリカ人移民である。1970年代よりカリフォルニア州を拠点に歌手として活動を始めた。
彼はネット上にてウォーヘン・ナンカン（Wo-Hen Nankan）なる「アジアの貴公子」（Asian Prince）としてパロディーされ、ガールフレンドを募集していた。彼のウェブサイトが出現したのは1999年、"Am I not hot?"というフレーズはこれによって流行した。彼はそのウェブサイトで彼の長髪、口髭、ヨーロッパの高価なスーツ、車と金そして女の子を惹き付ける能力について自慢しまくっていた。
実のところ"Wo-Hen Nankan"（我很难看）は中国語（官話）で「私はとても醜い」という意味である。元サイトは閉鎖されたが、複数のミラーサイトが残る。元々サイトの写真はベトナム人学生のマサチューセッツ大学アマースト校のアカウントによりホストされていたため、彼がウェブサイトを作った可能性もある。